# Pseudascalenia
Pseudascalenia é um gênero de traça pertencente à família Cosmopterigidae.